# Gavina de Heermann
La gavina de Heermann (Larus heermanni) és una espècie d'ocell de la família dels làrids (Laridae) que habita les costes americanes del Pacífic i illots propers, des del sud de la Colúmbia Britànica, cap al sud, per Estats Units i Mèxic fins a Guatemala.